# 山崎渉 (獣医学者)
山崎 渉（やまざき わたる）は、日本の獣医学者。京都大学東南アジア地域研究研究所教授、京都大学大学院医学研究科教授。

## 人物・経歴
帯広畜産大学畜産学部獣医学科卒業。山口大学博士（獣医学）。宮崎大学農学部獣医学科准教授、京都大学東南アジア地域研究研究所環境共生研究部門教授、京都大学大学院医学研究科医学・医科学専攻教授を経て、2022年京都大学東南アジア地域研究研究所環境共生研究部門長。

## 受賞
- 2011年 農林水産省2011年農林水産研究成果10大トピックス選定[4]
- 2012年 宮崎大学学長表彰[4]
- 2016年 ペルー国立衛生研究所最優秀口頭発表賞[4]
- 2018年 エルゼビア Outstanding contribution in reviewing award[4]